# Lupi Bianchi
I Lupi Bianchi (White Wolves) furono un'organizzazione britannica nazionalista razzista che rivendicò la responsabilità per gli attentati terroristici a sfondo razziale di Londra del 1999.

## Storia
Intorno al periodo dell'attentato con bomba a frammentazione di Brixton, 25 persone ricevettero messaggi stampati che dicevano:
Quando iniziarono gli attentati, le autorità della polizia credettero che il precedente comandante in seconda del Combat 18 Del O'Connor fosse a capo dei Lupi Bianchi. Venne fatto girare un messaggio stampato che recitava: "Il C18 non ha effettuato l'attentato di Brixton. Noi, i Lupi Bianchi, l'abbiamo fatto."
Nel maggio dello stesso anno, un ingegnere di 22 anni di nome David Copeland fu arrestato e accusato insieme ai tre bombaroli.
Mike Whine, rappresentante della comunità ebraica britannica, teorizzò che fossero un gruppo scissionista del Combat 18 e che prendessero il loro nome da una formazione paramilitare serba.